# Abinergaos II.
Abinergaos II. (regierte ca. 170 n. Chr.) war ein König der Charakene.
Abinergaos II. ist bisher nur von seinen Münzen bekannt, auf denen Schreibung seines Namens variiert. Zum ersten Mal finden sich bei einem Herrscher der Charakene ausschließlich aramäische Legenden, darüber hinaus ist er der erste Herrscher, dessen Münzen nicht mehr datiert sind. Dies deutet auf einen bedeutenden Rückgang hellenistischer Traditionen. Seine Regierungszeit kann deshalb nur geschätzt werden.